# Arnold von Solms
Arnold von Solms († 19. Juli 1296) war von 1286 bis zu seinem Tode 1296 Bischof des Bistums Bamberg.

## Leben
Arnold von Solms, auch Arnold Graf von Solms, stammt aus dem weitverzweigten hessischen Grafengeschlecht der von Solms. Die namensgebende Burg befindet sich im heutigen Stadtteil Burgsolms der Stadt Solms im Lahn-Dill-Kreis in Hessen.
Zur Zeit der Ernennung Arnolds am 15. Mai 1286 durch Papst Honorius IV. zum Bischof von Bamberg war Rudolf I. von Habsburg König des Heiligen Römischen Reiches (siehe auch Liste der Staatsoberhäupter 1286). Er erhielt in Rom die Bischofsweihe vor dem 13. Juni 1286.
Arnold erweiterte das Bistum maßgeblich, er war aber auch zunehmend gezwungen, Burgen und Besitzungen zu verpfänden. Er gilt als Förderer von Klöstern und Spitälern.